# Fülöppit
Fülöppit ist ein selten vorkommendes Mineral aus der Mineralklasse der „Sulfide und Sulfosalze“ mit der chemischen Zusammensetzung Pb3Sb8S15 und damit eine sulfidähnliche Verbindung aus Blei, Antimon und Schwefel, die strukturell zu den Sulfosalzen gehört.
Fülöppit kristallisiert im monoklinen Kristallsystem und entwickelt meist kurzprismatische oder pyramidale Kristalle mit teilweise gestreiften und metallisch glänzenden Oberflächen. Das Mineral ist in jeder Form undurchsichtig (opak) und im Allgemeinen von bleigrauer Farbe mit einem metallischen Glanz auf den Oberflächen. Auf polierten Flächen kann er aber auch Stahlblau oder Bronzeweiß erscheinen. Auf der Strichtafel hinterlässt das Mineral allerdings einen rötlichgrauen Strich.
Mit einer Mohshärte von 2,5 gehört Fülöppit noch zu den weichen Mineralen, die sich zwar nicht mehr wie das Referenzmineral Gips (2) mit dem Fingernagel, jedoch leichter als das Referenzmineral Calcit (3) mit einer Kupfermünze ritzen lassen.

## Etymologie und Geschichte
Erstmals entdeckt wurde Fülöppit im Kreuzbergstollen (Dealul Crucii, Kereszthegy) bei Baia Mare in Nordwest-Rumänien und beschrieben 1929 durch I. de Finály und Sándor Koch, die das Mineral nach seinem Entdecker, dem ungarischen Rechtsanwalt, Staatsmann und Mineraliensammler Béla Fülöpp (1863–1938), benannten.

## Klassifikation
Bereits in der veralteten 8. Auflage der Mineralsystematik nach Strunz gehörte der Fülöppit zur Mineralklasse der „Sulfide und Sulfosalze“ und dort zur Abteilung „Komplexe Sulfide (Sulfosalze)“, wo er gemeinsam mit Boulangerit, Dadsonit, Guettardit, Heteromorphit, Jamesonit, Launayit, Madocit, Meneghinit, Parajamesonit (diskreditiert 2006), Plagionit, Playfairit, Robinsonit, Semseyit, Sorbyit, Sterryit, Tintinait, Twinnit, Veenit und Zinkenit in der „Jamesonit-Boulangerit-Gruppe (Bleiantimonspießglanze)“ mit der Systemnummer II/D.07 steht.
In der zuletzt 2018 überarbeiteten Lapis-Systematik nach Stefan Weiß, die formal auf der alten Systematik von Karl Hugo Strunz in der 8. Auflage basiert, erhielt das Mineral die System- und Mineralnummer II/E.21-050. Dies entspricht ebenfalls der Abteilung „Sulfosalze (S : As,Sb,Bi = x)“, wo Fülöppit zusammen mit Chovanit, Heteromorphit, Plagionit, Rayit und Semseyit eine unbenannte Gruppe mit der Systemnummer II/E.21 bildet.
Die von der International Mineralogical Association (IMA) zuletzt 2009 aktualisierte 9. Auflage der Strunz’schen Mineralsystematik ordnet den Fülöppit in die neu definierte Abteilung „Sulfosalze mit SnS als Vorbild“ ein. Diese ist weiter unterteilt nach der Art der beteiligten Metalle. Das Mineral ist hier entsprechend seiner Zusammensetzung in der Unterabteilung „Nur mit Blei (Pb)“ zu finden, wo es als einziges Mitglied eine unbenannte Gruppe mit der Systemnummer 2.HC.10a bildet.
In der vorwiegend im englischen Sprachraum gebräuchlichen Systematik der Minerale nach Dana hat Fülöppit die System- und Mineralnummer 03.06.20.01. Das entspricht ebenfalls der Klasse der „Sulfide und Sulfosalze“ und dort der Abteilung „Sulfosalze“. Hier findet er sich innerhalb der Unterabteilung „Sulfosalze mit dem Verhältnis 2,0 < z/y < 2,49 und der Zusammensetzung (A+)i (A2+)j [By Cz], A = Metalle, B = Halbmetalle, C = Nichtmetalle“ in der „Fülöppitgruppe (monoklin: C2/c enthält Pb, Sb)“, in der auch Plagionit, Heteromorphit, Semseyit und Rayit eingeordnet sind.

## Bildung und Fundorte

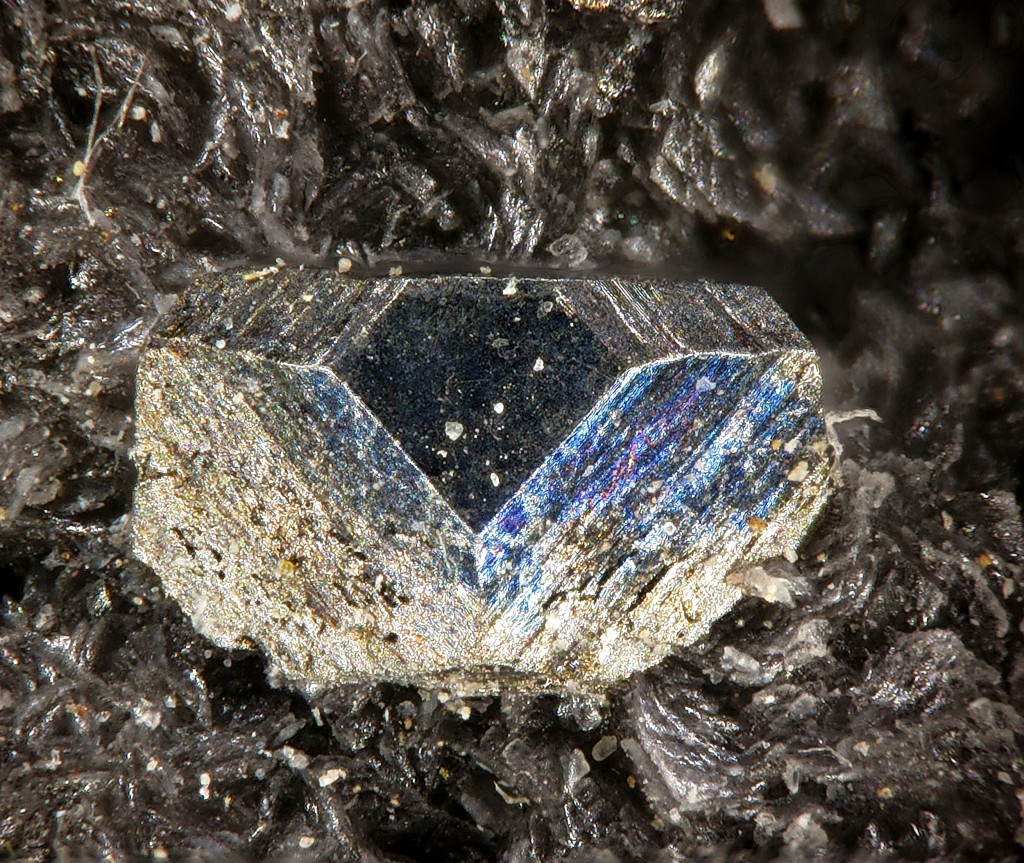
Fülöppit aus der Typlokalität Kreuzbergstollen (Dealul Crucii), Rumänien (Sichtfeld 1,5 mm)

Fülöppit bildet sich durch hydrothermale Vorgänge. Als Begleitminerale können unter anderem Andorit, Boulangerit, Cinnabarit, Dolomit, Fizélyit, Freieslebenit, Geokronit, Jamesonit, Markasit, Quarz, Semseyit, Sphalerit und Zinkenit.
Als seltene Mineralbildung konnte Fülöppit nur an wenigen Orten nachgewiesen werden, wobei weltweit bisher rund 60 Vorkommen dokumentiert sind (Stand 2014). Neben seiner Typlokalität Kreuzbergstollen (Dealul Crucii, Kereszthegy) und der nahe gelegenen Herja Mine bei Baia Mare im Kreis Maramureș trat das Mineral in Rumänien noch bei Săcărâmb (auch Sacarîmb, Sãcãrâmb, Szekerembe und ehemals Nagyág) im Kreis Hunedoara auf.
Bekannt aufgrund außergewöhnlicher Fülöppitfunde ist unter anderem die „La Forge Mine“ in der Gemeinde Anzat-le-Luguet im französischen Département Puy-de-Dôme (Auvergne), wo Kristalle von bis zu sieben Millimeter Länge zutage traten (sonst allgemein etwa drei Millimeter).
In Deutschland fand man das Mineral bisher an mehreren Orten im Schwarzwald wie unter anderem in der Grube Ursula bei Welschensteinach, im Steinbruch Artenberg bei Steinach (Ortenaukreis) und an einigen Stellen in der Umgebung von Sulzburg in Baden-Württemberg. Daneben wurde es noch in der Graf Jost-Christian-Zeche bei Wolfsberg (Sangerhausen) und bei Dietersdorf (Südharz) in Sachsen-Anhalt sowie im Ratssteinbruch nahe Hartmannsdorf (bei Chemnitz) und in der Grube Neue Hoffnung Gottes bei Bräunsdorf im Landkreis Mittelsachsen gefunden.
Weitere Fundorte liegen unter anderem in Bolivien, Bulgarien, China, Griechenland, Kanada, Kasachstan, Luxemburg, der Slowakei, Spanien, Tschechien, der Ukraine, im Vereinigten Königreich (England) und den Vereinigten Staaten von Amerika (Arkansas, Colorado).

## Kristallstruktur
Fülöppit kristallisiert monoklin in der Raumgruppe C2/c (Raumgruppen-Nr. 15) mit den Gitterparametern a = 13,44 Å; b = 11,73 Å; c = 16,93 Å und β = 94,7° sowie 4 Formeleinheiten pro Elementarzelle.